# La porta del cannone
La porta del cannone è un film del 1969 diretto da Leopoldo Savona.

## Trama
Seconda guerra mondiale: l'agente segreto italiano Jean Rutinger viene inviato in treno, sotto copertura come uomo d'affari svizzero a Graz, dove conosce Rada, un'ebrea ceca che lo informa di uccidere il Zaimitis, il capo del movimento di resistenza a Budapest. Ma c'è anche Müller della Gestapo nella stessa missione e appena Jean arriva in hotel, lo incontra e deve lasciargli perquisire il suo alloggio e fargli interrogare brutalmente Rada. Da lì sono sempre seguiti da lui e non verranno mai mollati.